# Czanachczi
Czanachczi (orm. Չանախչի) – miejscowość w południowo-wschodniej Armenii, w prowincji Sjunik.